# Crazy Little Thing Called Love
Crazy Little Thing Called Love è un singolo del gruppo musicale britannico Queen, pubblicato il 5 ottobre 1979 come primo estratto dall'ottavo album in studio The Game.

## Descrizione
Il brano, scritto da Freddie Mercury, ha raggiunto la testa delle classifiche di tante nazioni tra cui Australia per sette settimane, Stati Uniti per quattro settimane e Canada per due settimane. In altri paesi è arrivato primo in Olanda, secondo in Nuova Zelanda e Regno Unito, quinto in Svizzera, ottavo in Norvegia e nono in Austria.

### Composizione
Come riportato da un'intervista del 1981, Mercury impiegò solo 10 minuti a creare gli accordi per se stesso (in questa canzone il cantante suona anche la chitarra). Più precisamente, come raccontato da Peter Hince nel suo sito (Peter è il "Roadie" per antonomasia, colui che fu assistente personale di Freddie Mercury e del bassista John Deacon durante i Tours e durante i lavori in studio dei Queen): in una calda giornata estiva del 1979, si trovava in una camera d'albergo a Monaco di Baviera, dopo essere arrivato da poco con un volo da Londra insieme a Mercury. Quest'ultimo mentre canticchiava nella vasca da bagno, a un certo punto pronunciò il nome di tre accordi e chiese a Peter di prendere immediatamente la chitarra acustica che era solito portarsi dietro per quei momenti di creatività impulsiva; nel frattempo Mercury era uscito dal bagno, avvolto in un asciugamano ed afferrata la chitarra, iniziò a strimpellare per poco quei tre accordi che diventeranno il marchio distintivo della canzone. In breve tempo i due raggiunsero i Musicland Studios sempre a Monaco, dove Mercury si unì al resto dei Queen per parlare della sua fresca idea musicale.

### Registrazione
La registrazione avvenne in mezz'ora solamente perché Mercury portò gli arrangiamenti per tutti i componenti della band già pronti, evitando così a Roger Taylor, John Deacon e Brian May di perdere altro tempo, anche se il produttore Mack sostiene che la registrazione fosse durata sei ore.
La canzone è stata scritta da Mercury come omaggio a Elvis Presley degli anni '50, tanto da essere spesso confusa come un brano eseguito dal Re del Rock and Roll.

## Video musicale
Nel video musicale May suona una Fender Telecaster nera, mentre Mercury si esibisce cantando solamente. In realtà Mercury ha registrato la canzone suonando una chitarra acustica Martin D-18. La band si presenta indossando giacche di pelle nera e con i capelli visibilmente accorciati, segnando un netto distacco dal tipico stile glam adottato fino ad allora e per tutti gli anni '70.

## Esibizione dal vivo
Il brano fu suonato dai Queen per la prima volta nel Crazy Tour del novembre 1979. Mercury era solito andare sul palco con la sua chitarra acustica Ovation a 12 corde. Il pubblico pensava fosse uno scherzo perché Freddie non era conosciuto come chitarrista (lui era solito introdurre la canzone con la frase: So suonare solo tre accordi sulla chitarra).
Nelle esibizioni, Crazy Little Thing Called Love era una parte importante dello spettacolo. May era solito usare tre chitarre diverse durante la canzone: la prima strofa era suonata solo da Mercury con la sua chitarra, successivamente si univa May con la sua Ovation; prima della quarta strofa, May cambiava la chitarra e suonava la Telecaster nera, con la quale eseguiva anche l'assolo. Durante la strofa "non suonata" (famosa per il Ready Freddie), May cambiava ancora la chitarra e si presentava con la sua Red Special. Dal 1984 (The Works Tour), Mercury suonava una Telecaster bianca al posto dell'Ovation.
È inoltre da ricordare che nelle performance dal vivo Morgan Fisher (aprile - giugno 1982), Fred Mandel (luglio - novembre 1982) e Spike Edney (1984 - 1986) suonavano il pianoforte in questa canzone.

## Formazione
- Freddie Mercury - voce, chitarra acustica, cori, battito di mani
- Brian May - chitarra, cori, battito di mani
- John Deacon - basso, battito di mani
- Roger Taylor - batteria, cori, battito di mani

## Classifiche
| Classifica (1979–80)             | Posizione massima |
| -------------------------------- | ----------------- |
| Australia                        | 1                 |
| Austria                          | 9                 |
| Belgio (Fiandre)                 | 3                 |
| Canada                           | 1                 |
| Germania                         | 13                |
| Irlanda                          | 2                 |
| Norvegia                         | 8                 |
| Nuova Zelanda                    | 2                 |
| Paesi Bassi                      | 1                 |
| Regno Unito                      | 2                 |
| Stati Uniti                      | 1                 |
| Stati Uniti (adult contemporary) | 17                |
| Sudafrica                        | 3                 |
| Svizzera                         | 5                 |

## Cover
- Nel 1979 Rob Halford, cantante dei Judas Priest, che durante i concerti era solito entrare sul palco in sella ad una rombante Harley Davidson in tenuta da biker, vedendo Freddie Mercury riproporre quella situazione nel video Crazy Little Thing Called Love, si sentì "tirato in causa" e a mezzo stampa sfidò Freddie ad una corsa motociclistica sul circuito di Brands Hatch. Freddie Mercury rispose che avrebbe accettato solo se Rob Halford si fosse esibito con il Royal Ballet (con il quale Freddie era solito esibirsi). La cosa però fu lasciata cadere e alla fine non se ne fece più nulla. Questo fatto non fece diminuire la stima fra i due artisti, visto che non assunse mai un tono sgradevole.
- Michael Bublé nel 2003 ha fatto una cover del brano, utilizzata per le pubblicità dei würstel AIA in Italia.
- Josh Kelley ha cantato il brano per la compilation Killer Queen: A Tribute to Queen del 2005.
- Nel 2010 i Maroon 5 hanno fatto una reinterpretazione della canzone.
- Nel 2020 il cantante giapponese Mayasuki Suzuki ha fatto una reinterpretazione della canzone per inserirla nel suo album All Time Rock 'N' Roll